# Роланд (Арканзас)
Роланд (англ. Roland) — переписна місцевість (CDP) в США, в окрузі Пуласкі штату Арканзас. Населення — 820 осіб (2020).

## Географія
Роланд розташований за координатами 34°54′8″ пн. ш. 92°31′3″ зх. д. / 34.90222° пн. ш. 92.51750° зх. д. (34.902240, -92.517469).  За даними Бюро перепису населення США в 2010 році переписна місцевість мала площу 23,15 км², з яких 20,87 км² — суходіл та 2,28 км² — водойми.

## Демографія
Згідно з переписом 2010 року, у переписній місцевості мешкало 746 осіб у 300 домогосподарствах у складі 221 родини. Густота населення становила 32 особи/км².  Було 355 помешкань (15/км²). 
Расовий склад населення:
| - 89,9 % — білих - 7,2 % — чорних або афроамериканців - 0,8 % — корінних американців - 0,3 % — азіатів - 0,1 % — вихідців з тихоокеанських островів |

До двох чи більше рас належало 1,5 %. Іспаномовні складали 3,1 % від усіх жителів.
За віковим діапазоном населення розподілялося таким чином: 21,8 % — особи молодші 18 років, 62,8 % — особи у віці 18—64 років, 15,4 % — особи у віці 65 років та старші. Медіана віку мешканця становила 45,4 року. На 100 осіб жіночої статі у переписній місцевості припадало 106,1 чоловіків;  на 100 жінок у віці від 18 років та старших — 99,7 чоловіків також старших 18 років.
Середній дохід на одне домашнє господарство  становив 46 169 доларів США (медіана — 31 675), а середній дохід на одну сім'ю — 62 620 доларів (медіана — 58 250). За межею бідності перебувало 13,7 % осіб, у тому числі 0,0 % дітей у віці до 18 років та 19,7 % осіб у віці 65 років та старших.
Цивільне працевлаштоване населення становило 320 осіб. Основні галузі зайнятості: роздрібна торгівля — 26,6 %, освіта, охорона здоров'я та соціальна допомога — 22,2 %, фінанси, страхування та нерухомість — 12,5 %, науковці, спеціалісти, менеджери — 10,3 %.